# Gábor von Térey

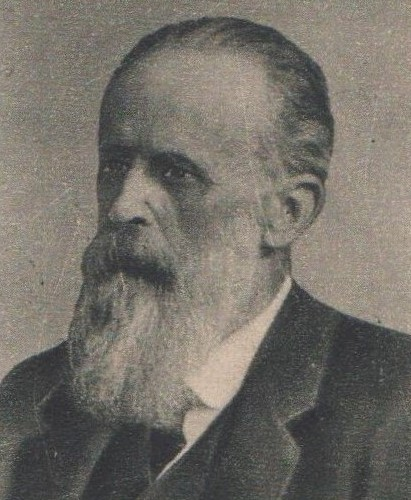
Gábor von Térey

Gábor von Térey (ungarisch Térey Gábor; deutsch Gabriel von Térey) (* 9. Februar 1864 in Dárda, Königreich Ungarn; † 23. April 1927 in Baden bei Wien) war ein ungarischer Kunsthistoriker.

## Leben
Gábor von Térey war der Sohn des Landwirtschaftsfachmannes und Parlamentsabgeordneten Pál Térey (1831–1883) und einer englischen Mutter. Er studierte von 1888 bis 1889 Kunstgeschichte an der Universität Basel bei Jacob Burckhardt, ab 1889 an der Universität Straßburg, wo er 1891 bei Hubert Janitschek mit einer Arbeit über das Hallesche Heiltum promoviert wurde. 1894 habilitierte er sich an der Universität Freiburg mit einer Arbeit über die Handzeichnungen des Hans Baldung gen. Grien, 1895 wurde er dort Privatdozent. 1896 kehrte er nach Budapest zurück und wurde Kustos, 1901 leitender Kustos, 1904 Abteilungsdirektor. an der ungarischen Landes-Bilder-Galerie in Budapest (ab 1906 Museum der bildenden Künste, Szépművészeti Múzeum), dazu betreute er bis 1910 auch die graphische Sammlung, bis 1914 die Skulpturensammlung. Er strukturierte die Museumssammlung nach modernsten Gesichtspunkten neu, ihm gelangen zahlreiche Neuerwerbungen, trotzdem wurde er bei der Neubesetzung der Direktorenstelle des Museums 1901 wie auch 1914 übergangen. 1926 musste er in den Ruhestand treten.
Er war in erster Ehe seit 1888 mit der Engländerin Mabel Gattley (1867–1940) verheiratet, mit der er zwei Söhne hatte (László, 1889–?) und Pál (1893–1953). Das Paar ließ sich 1896 scheiden, das Sorgerecht für die Kinder ging an den Vater. In zweiter Ehe heiratete er 1898 in Freiburg Edith Müller, die er während seines Aufenthaltes an der dortigen Universität kennengelernt hatte. Aus der Ehe ging der Sohn Benno Térey (1902–1973) hervor, der später in New York ein bekannter Innendekorateur wurde.

## Schriften (Auswahl)
- Cardinal Albrecht von Brandenburg und das Hallesche Heiligthumsbuch von 1520. Eine kunsthistorische Studie. Heitz Straßburg 1892 (Dissertation; Digitalisat).
- Albrecht Dürer’s Venetianischer Aufenthalt 1494–1495. Heitz, Straßburg 1892 (Digitalisat).
- Die Handzeichnungen des Hans Baldung gen. Grien. 3 Bände, Heitz, Straßburg 1894–1896.
- Die Gemälde des Hans Baldung gen. Grien. 2 Bände, Heitz Straßburg 1896–97.
- Die Gemäldegalerie des Museums für bildende Künste in Budapest. Abteilung 1. Byzantinische, italienische, spanische, portugiesische und französische Meister. Bard, Berlin 1916.